# マーシフル・フェイト
マーシフル・フェイト（Mercyful Fate）は、デンマーク出身のヘヴィメタル・バンド。
同国を代表する古参のHR/HMバンドとして知られる。解散後その音楽性は、所属するボーカリスト キング・ダイアモンドのプロジェクトに受け継がれた。

## 概要・略歴

### 結成から解散まで (1981年 - 1985年)

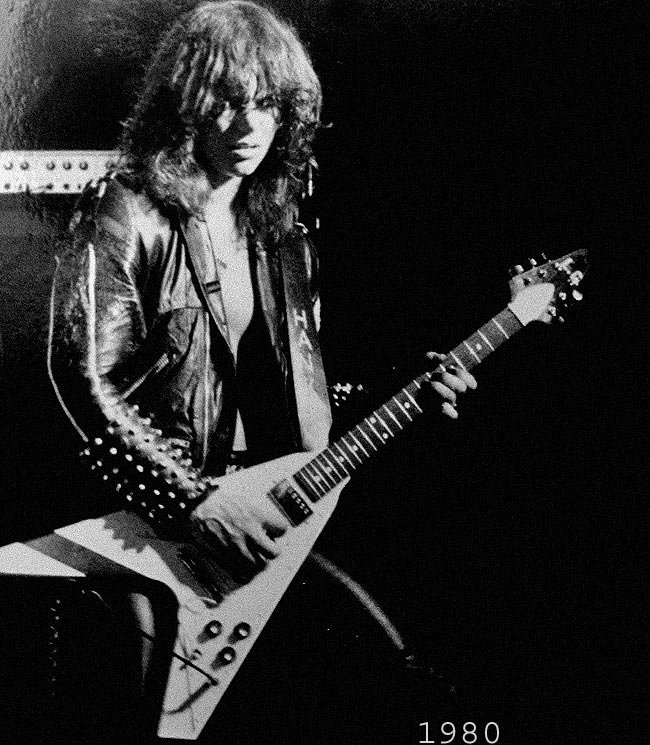
創設者ハンク・シャーマン（1980年）

「ブラック・ローズ」というバンドにいたキング・ダイアモンド（以下キング）と、「ブラッツ」というバンドにいたハンク・シャーマンが出会い、そこにマイケル・デナー（ギター）とティミ・ハンセン（ベース）が加わり、1981年に結成。ドラマーとしてキム・ラッズを迎え、1982年、「Rave-On Records」というインディーズ・レーベルからEP『マーシフル・フェイト』を発表。
その後ロードランナー・レコードと契約し、1stアルバム『メリッサ』（1983年）でデビュー。キングの特異な声と、ハンクの生み出す捻れたギターリフが相乗効果となって、独特の恐怖世界（ブラックメタル）を創造した。続く2ndアルバム『ドント・ブレイク・ジ・オース』（1984年）では、美しいメロディも取り入れて、更に深みのある世界を築き上げた。
しかし、ハンクがポップな要素をバンドに取り入れようとして、他のメンバーと衝突しバンドは解散。キングはマイケルとティミを連れて、冠バンド「キング・ダイアモンド」を結成し、「マーシフル・フェイト」の世界観を継承。一方のハンクは「フェイト」というバンドを結成し、よりポップで美しいハード・ロックを追究した。

### 再結成後 (1992年 - 現在)
その後ハンクは「フェイト」を脱退し、「ZOZER MEZ」というプロジェクトを開始する。一方のキングも、バンドとしての「キング・ダイアモンド」が活動停止状態になっていた。キング、ハンク、マイケル、ティミの4人が再び集まり、「キング・ダイアモンド」のメンバーだったスノーウィ・ショウ（ドラム）を迎えて、1992年に復活。新たに「メタル・ブレイド・レコーズ」と契約し、1993年に9年ぶりの3rdアルバム『イン・ザ・シャドウズ』を発表した。本作には、「メタリカ」のドラマーである同郷のラーズ・ウルリッヒもゲスト参加。
しかしその後、ティミが家庭の事情で脱退。後任にシャーリー・ダンジェロを迎え、『ドント・ブレイク・ジ・オース』以来の傑作と言える4thアルバム『タイム』（1994年）を発表するが、その後スノーウィも脱退し、ビャーネ・T・ホルムが加入。更にマイケルも脱退し、6thアルバム『デッド・アゲイン』（1998年）では、元キング・ダイアモンド〜ミメント・モーライのマイク・ウィードが加入。メンバーは流動的になっていった。そして7thアルバム『9』（1999年）を最後に再び解散。キングは掛け持ちしていた「キング・ダイアモンド」に専念し、ハンクは「フォース・オブ・イーヴル」というバンドを結成、シャーリーは「アーチ・エネミー」に加入。
2008年、キングは公のコメントで「少なくとも私の中で、バンドは終わっていない」と、活動を再開する含みを残した。
2011年12月7日、カリフォルニアのフィルモアで行われたメタリカの30周年記念コンサートにおいて、キング、ハンク、マイケル、ティミの4人は再び集まり、彼らと共にメタリカの『ガレージ・インク』収録の「マーシフル・フェイト」を演奏した。
2019年より、シャーリーを除く解散時のラインナップに加えて、ティミが再び復帰した上で活動を再開するも、ティミがまもなく癌を患っていることが判明したため、療養時の代役としてジョーイ・ヴェラを迎えて活動を行っていた。しかしながら、ティミはステージ復帰を果たさぬまま、病状悪化のため同年11月4日に61歳で死去した。

## メンバー
（2024年4月時点）

### 現ラインナップ
- キング・ダイアモンド (King Diamond) - ボーカル/キーボード (1981-1985, 1993-1999, 2011, 2019- )
- ハンク・シャーマン (Hank Shermann) - ギター (1981-1985, 1993-1999, 2011, 2019- )
- マイク・ウィード (Mike Wead) - ギター (1996-1999, 2019- )
- ベッキー・ボールドウィン (Becky Baldwin) - ベース (2024- )
- ビャーネ・T・ホルム (Bjarne T. Holm) - ドラムス (1994-1999, 2019- )

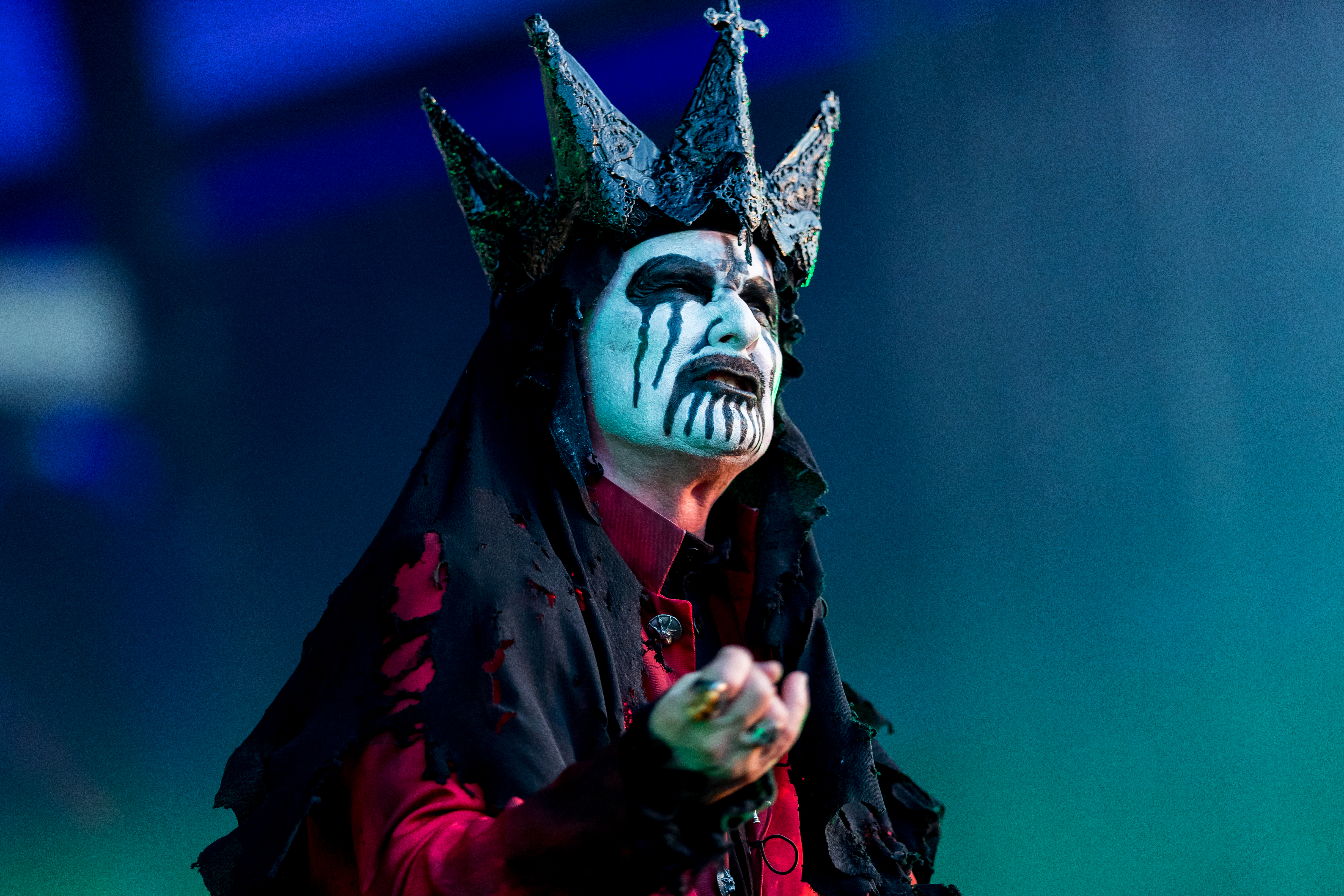
キング・ダイアモンド(Vo) 2022年
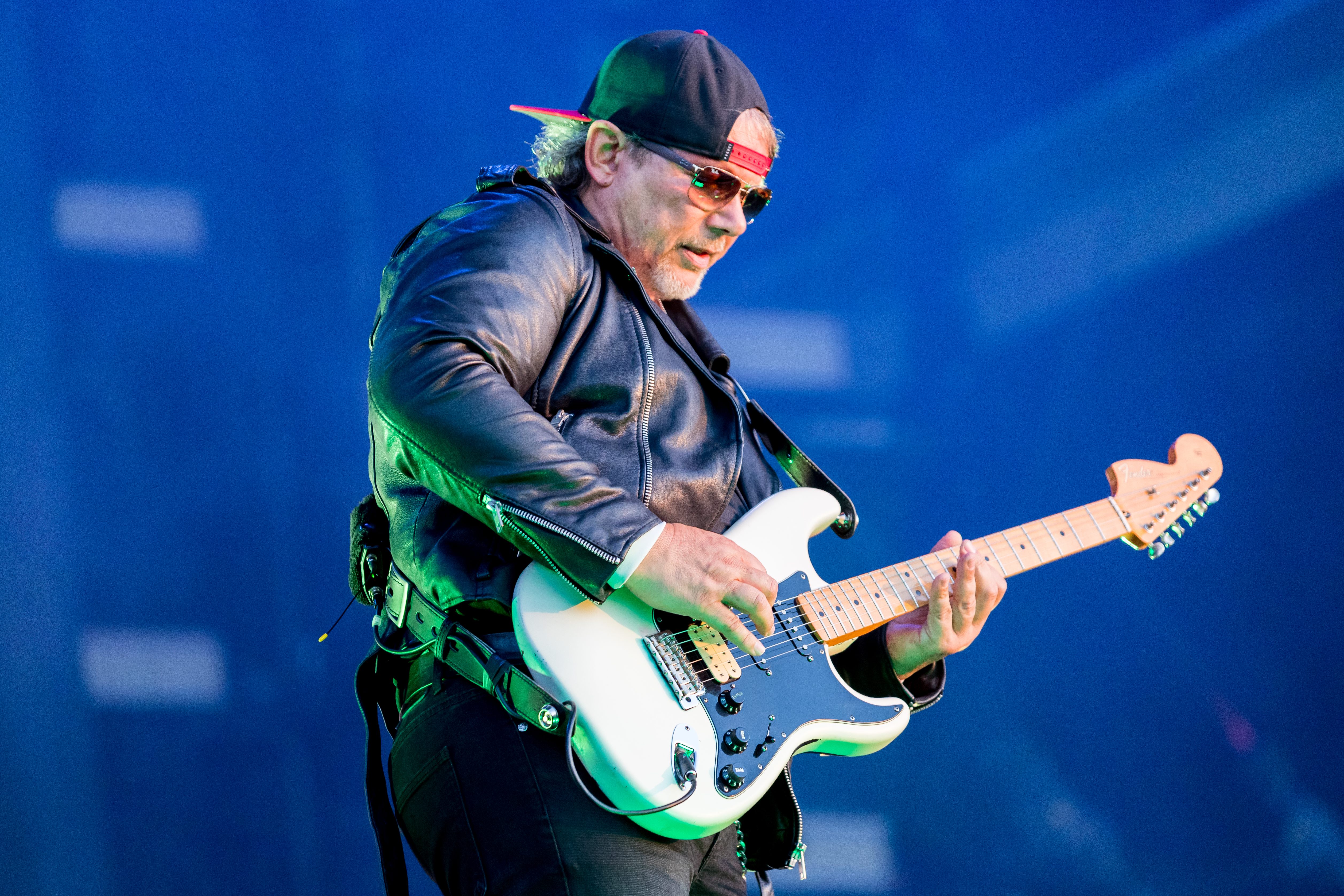
ハンク・シャーマン(G) 2022年
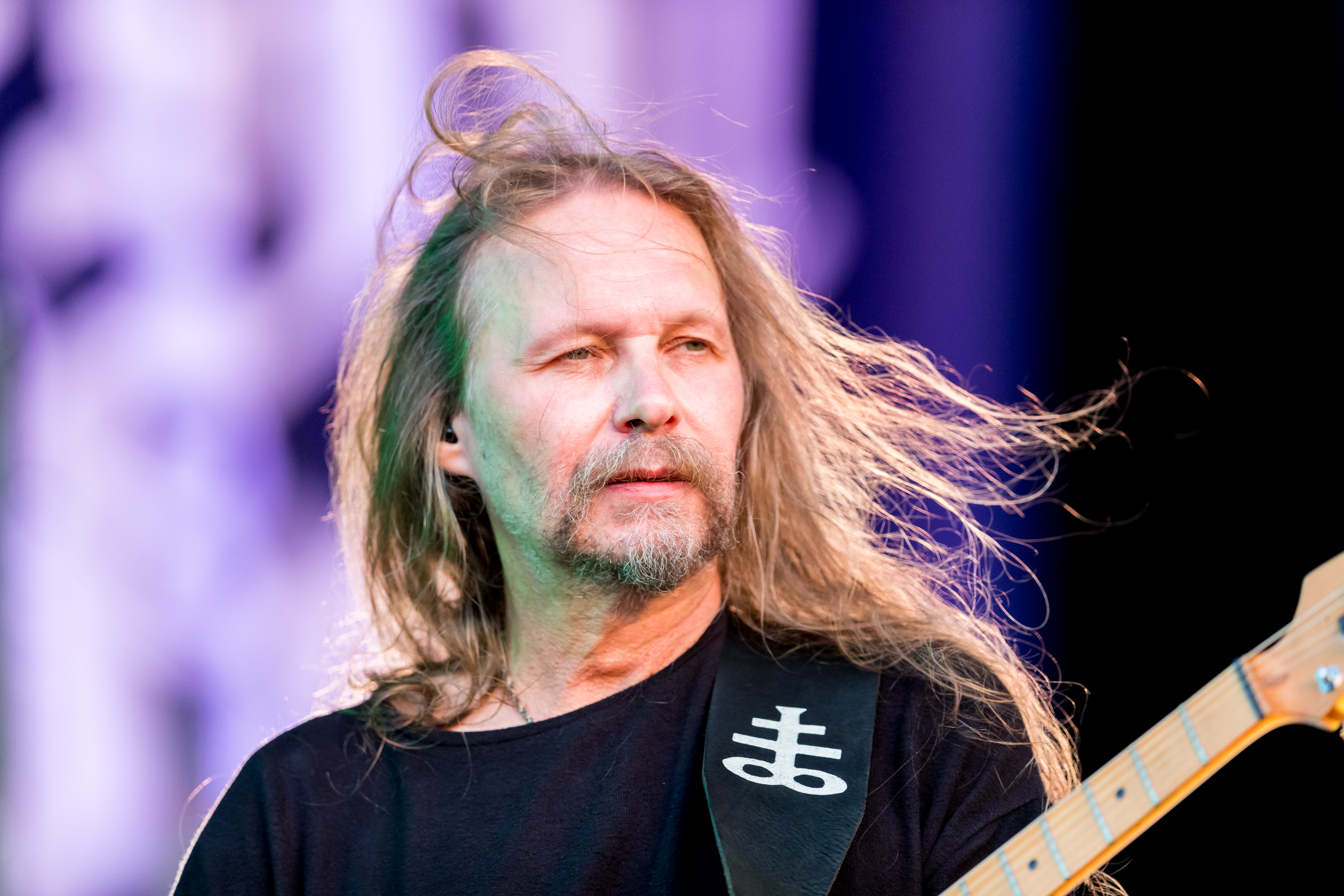
マイク・ウィード(G) 2022年
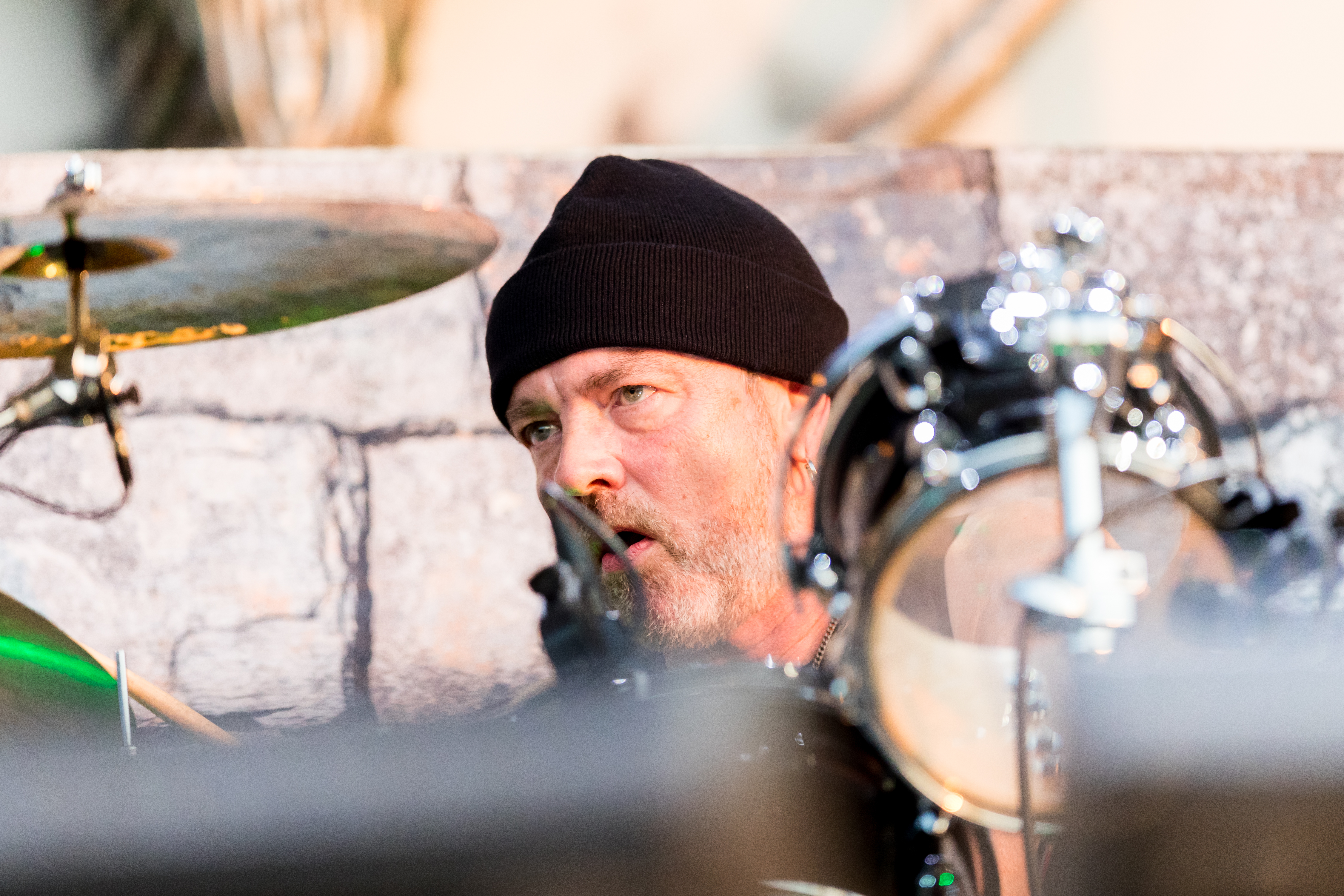
ビャーネ・T・ホルム(Dr) 2022年

### 旧メンバー
- カルステン・ファン・デル・ヴォルジング (Carsten Van Der Volsing) - ギター (1981)
- オーレ・フラウジング (Ole Frausing) - ドラムス (1981)
- ヤン・リンドブラード (Jan Lindblad) - ドラムス (1981)
- ティミ・ハンセン (Timi Hansen) - ベース (1981-1985, 1993, 2011, 2019)
- シャーリー・ダンジェロ (Sharlee D'Angelo) - ベース (1993-1999)
- ニック・スミス (Nick Smith) - ドラムス (1981)
- キム・ラッズ (Kim Ruzz) - ドラムス (1981-1985)
- ベニー・ピーターセン (Benny Petersen) - ギター (1981-1982)
- マイケル・デンナー (Michael Denner) - ギター (1982-1985, 1993-1996, 2011)
- モルテン・ニールセン (Morten Nielsen) - ドラムス (1993)
- スノーウィー・ショー (Snowy Shaw) - ドラムス (1993-1994)

## ディスコグラフィ

### スタジオ・アルバム
- Mercyful Fate (1982年) - 自主制作EP
- 『メリッサ』 - Melissa (1983年)
- 『ドント・ブレイク・ジ・オース』 - Don't Break The Oath (1984年)
- 『イン・ザ・シャドウズ』 - In The Shadows (1993年)
- 『タイム』 - Time (1994年)
- 『イントゥ・ジ・アンノウン』 - Into The Unknown (1996年)
- 『デッド・アゲイン』 - Dead Again (1998年)
- 『ナイン』 - 9 (1999年)

### コンピレーション・アルバム
- In the Beginning (1987年)
- 『リターン・オヴ・ザ・ヴァンパイア』 Return of the Vampire (1992年)

### カヴァー
メタリカのカヴァー・アルバム『ガレージ・インク』（1998年）には、「Mercyful Fate」という曲が収録されている。これは、「Evil」「Curse Of The Pharaohs」「Satan's Fall」「A Corpse Without Soul」「Into The Coven」といった、マーシフル・フェイトの初期の代表曲をメドレーにしたもので、ラーズ・ウルリッヒの選曲である。